# Leichtathletik-Team-Europameisterschaft 2027
Die 12. Leichtathletik-Team-Europameisterschaft, kurz auch Team-EM, werden voraussichtlich vom 22. Juni bis zum 27. Juni 2027 in Chorzów, Polen stattfinden. Die Wettbewerbe der Ersten Division sollen planmäßig vom 25. bis zum 27. Juni 2027 und die der zweiten und dritten Division vom 22. Juni bis zum 24. Juni 2027 durchgeführt werden.